# Jurij Alekszandrovics Pobedonoszcev
Jurij Alekszandrovics Pobedonoszcev (orosz betűkkel: Юрий Александрович Победоносцев; Moszkva, 1907. február 20. – Baku, 1973. október 8.) orosz-szovjet mérnök, a műszaki tudományok doktora.

## Életpálya
1925-től a CAGI munkatársa volt. 1926-tól a Moszkvai Műszaki Főiskolán (ma: Bauman Műszaki Egyetem), majd a Moszkvai Repülési Főiskolán (MAI) tanult, melyet 1930-ban végzett el. 1931-ben a Mosz-GIRD, 1932–1933 között a GIRD, 1933 után az RNII vezető munkatársa volt. Munkacsoportjával megépítette az első szovjet szuperszonikus szélcsatornát. Torlósugár-hajtóműves tüzérségi lövedékekkel széles körű kísérleteket végzett. Kidolgozta a lőporos hajtótöltetű rakéták elméletét. Nagy szerepe volt  a katyusa rakéta-sorozatvető M–13 típusú rakétáinak kialakításában. A Szovjetunió Tudományos Akadémiájának (IAA) levelező tagja.
1941–1950 között a Moszkvai Repülési Főiskolán oktatott, ahol 1948-tól a Ballisztikus rakéták tanszék vezetője volt. 1973. október 8-án Bakuban tartózkodott egy űrkutatással foglalkozó konferencián, ahol váratlanul elhunyt. Sírja Moszkvában a Vaganykovói temetőben található.